# Бєлогурова Марія Іванівна
Марія Іванівна Бєлогурова (1917 року — дата смерті невідома) — українська радянська колгоспниця-передовик, ланкова колгоспу імені Шевченка Куп'янського району Харківської області Української РСР . Герой Соціалістичної Праці (1948).

## Життєпис
1947 року ланка Марії Бєлогурової зібрала в середньому по 34,8 центнерів пшениці з кожного гектара на ділянці площею 8 гектарів. Указом Президії Верховної Ради СРСР від 16 лютого 1948 року «за отримання високих урожаїв пшениці, жита, кукурудзи та цукрових буряків, при виконанні колгоспом обов'язкових поставок та натуроплати за роботу МТС у 1947 році та забезпеченості насінням зернових культур для весняної сівби 1948 року» удостоєна звання Героя Соціалістичної Праці з врученням ордена Леніна та золотої медалі «Серп і Молот».